# Volker Stamm
Volker Stamm (* 1953 in Darmstadt) ist ein deutscher Wirtschafts- und Sozialhistoriker, der über mittelalterliche Agrar- und Gesellschaftsstrukturen, die Tiroler Landesgeschichte und Probleme der ländlichen Entwicklung in Westafrika sowie rechtsanthropologische Fragestellungen forscht. 

## Publikationen
- Ursprünge der Wirtschaftsgesellschaft: Geld, Arbeit und Zeit als Mittel von Herrschaft. Frankfurt am Main: Europäische Verlagsanstalt 1982. ISBN 3-434-00522-6
- Zur Dynamik der westafrikanischen Bodenverfassung: eine ökonomische Analyse am Beispiel Burkina Faso. Hamburg: Institut für Afrika-Kunde 1996. ISBN 3-928049-34-8
- (mit Hannes Obermair): Zur Ökonomie einer ländlichen Pfarrgemeinde im Spätmittelalter. Das Rechnungsbuch der Marienpfarrkirche Gries (Bozen) von 1422 bis 1440 (= Veröffentlichungen des Südtiroler Landesarchivs. Band 33). Bozen: Athesia 2011. ISBN 978-88-8266-381-0.
- Grundbesitz in einer spätmittelalterlichen Marktgemeinde: Land und Leute in Gries bei Bozen (= Vierteljahrschrift für Sozial- und Wirtschaftsgeschichte. Beihefte 222). Stuttgart: Steiner 2013. ISBN 978-3-515-10374-9.